# Atanasio Cruz Aguirre
Pour les articles homonymes, voir Aguirre et Aguado.
Atanasio de la Cruz Aguirre Aguado (Montevideo, vice-royauté du Río de la Plata, 2 juin 1801 – Montevideo, Uruguay, 28 septembre 1875) est un homme d'État uruguayen (membre du Parti National) et président de la république orientale de l’Uruguay par intérim entre le 1er mars 1864 et le 15 février 1865.

## Biographie

### Les débuts
Sa première apparition publique date de la Cruzada Libertadora, révolte contre la domination brésilienne à laquelle il participe dans le camp patriote entre 1825 et 1828. Commissaire de guerre entre 1833 et 1838, il reste fidèle au président légal Manuel Oribe lors de la révolte de Fructuoso Rivera, puis rallie le gouvernement du Cerrito durant la grande guerre.
La paix revenue, il devient député du département de Minas en 1852 et soutient la politique du président Juan Francisco Giró. Mais lorsque les colorados renversent ce dernier et le remplacent par un triumvirat en 1853, Aguirre se réfugie en Argentine.
Finalement, l’élection de Gabriel Antonio Pereira à la présidence de la République lui permet de rentrer en Uruguay et d’occuper divers postes au sein de l’administration, avant d’être élu député de Paysandú en 1858 puis sénateur de Salto en 1861. Le 1er mars 1864, en sa qualité de président du Sénat  et en raison de l’impossibilité d’élire le successeur de Bernardo Prudencio Berro, il assure la présidence de la République par intérim.

### La présidence de la République par intérim
Son mandat intervient au cours d’une guerre civile débutée le 19 avril 1863 avec l’insurrection du colorado Venancio Flores. Soutenus par le président argentin Bartolomé Mitre et – de manière discrète dans un premier temps – par le Brésil, les insurgés contrôlent la campagne. Aguirre doit faire face également aux pressions diplomatiques du Brésil. Le 6 mai 1864, l’envoyé de Rio de Janeiro – José Antônio Saraiva – remet au gouvernement oriental une série de réclamations, dont une demande d’indemnisation pour les dommages subis par les sujets brésiliens vivant en Uruguay.
À l’invitation de l’ambassadeur du Royaume-Uni en Argentine – Edward Thornton –, Saraiva se rend le 31 mai à Buenos Aires où il rencontre le ministre des Relations extérieures argentin, Rufino de Elizalde. Officiellement, l’entrevue a pour objectif de mettre fin au chaos oriental. En réalité, le représentant britannique travaille au rapprochement de l’empire du Brésil et de l'Argentine pour contrecarrer la puissance montante du moment, le Paraguay. Quant à la crise uruguayenne, il s’agit en fait d'écarter du pouvoir les blancos (trop proches d’Asuncion) et de favoriser le colorado Flores, un caudillo susceptible d’appuyer la nouvelle alliance.
Finalement, une « mission de médiation » composée des représentants anglais (Thornton), brésilien (Saraiva) et argentin (Elizalde) se rend à Montevideo en juin. Elle négocie avec les différentes parties, mais échoue à trouver un compromis car Flores, fort de l'appui tacite des émissaires, se montre intransigeant. De son côté, Aguirre parait disposé à négocier, mais les ministres blancos les plus bellicistes l’obligent finalement à rejeter les exigences de son rival.
Face à l’impasse politique, et après avoir obtenu l’accord de l’Argentine, Saraiva adresse un ultimatum aux autorités uruguayennes le 4 août. Il leur donne six jours pour répondre favorablement aux exigences de son gouvernement, sans quoi son pays menaçait d’intervenir militairement.
Le gouvernement Aguirre rejette l’ultimatum, entraînant l’invasion du territoire oriental par les troupes impériales et leur soutien, désormais officiel, au général Flores. Sans réel appui du Paraguay et des fédéraux argentins, Montevideo ne peut résister longtemps. Les forces brésiliennes s'emparent de Melo dès le 16 octobre 1864, tandis que Flores prend Salto le 27 novembre et assiège Paysandú à partir du 2 décembre avec l'aide de troupes impériales et portègnes.
Aguirre décide alors d’abroger les traités signés par le gouvernement de la Défense avec le Brésil, le 12 octobre 1851. Les traités, qui scellent l’alliance des deux pays, sont solennellement brûlés le 18 décembre 1864 sur la Plaza Independencia à Montevideo, en présence du gouvernement, de la Garde Nationale et de la population. Le président tente également – mais sans succès – d’obtenir l’appui des puissances européennes. C’est ainsi, qu’en janvier 1865, Cándido Juanicó prend la tête d’une mission diplomatique envoyée en France pour négocier avec Napoléon III.
Le 15 février 1865, acculé dans une capitale assiégée par les insurgés et les Brésiliens, Aguirre remet son mandat au président du Sénat, Tomás Villalba, qui capitule cinq jours plus tard. Les troupes impériales défilent dans les rues de Montevideo le 20 février et le général Flores fait son entrée dans la ville. Le nouvel homme fort du pays établit alors un gouvernement provisoire – en réalité, une dictature – et signe, le 1er mai 1865, un traité d’alliance avec l’Argentine et l’empire du Brésil. Dirigé contre le Paraguay, cette alliance débouche sur la guerre de la Triple-Alliance.

### Les dernières années
Bien que le nouveau gouvernement n’ait pris aucune décision à son encontre, Aguirre quitte le pays et se réfugia à Paraná, en Argentine. Il ne rentre qu’en mai 1867 et vit à Montevideo dans sa quinta du Reducto avant de s’éteindre, malade, le 28 septembre 1875.

## Source
- (es) Cet article est partiellement ou en totalité issu de l’article de Wikipédia en espagnol intitulé « Atanasio Cruz Aguirre » (voir la liste des auteurs).